# Molly Shaffer Van Houweling

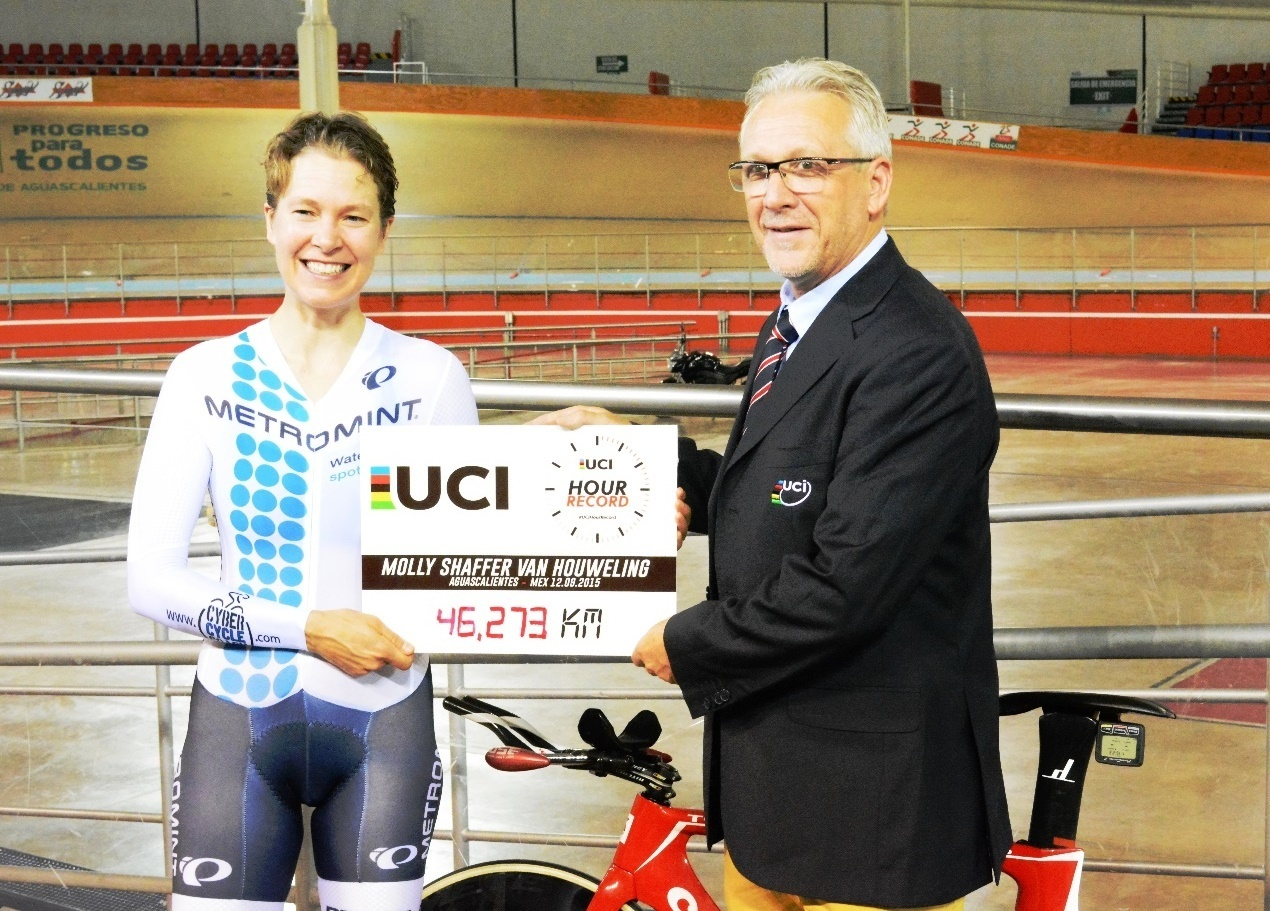
Molly Shaffer nach ihrer Rekordfahrt, mit UCI-Kommissär Randy Shafer

Molly Shaffer Van Houweling (* 1. März 1973) ist eine US-amerikanische Juristin und Radsportlerin.

## Tätigkeiten als Juristin
Molly Shaffer Van Houweling studierte Jura an der Harvard Law School und arbeitete schon während ihres Studiums als Redakteurin für das Harvard Journal of Law and Technology sowie das Berkman Center for Internet & Society. Zudem war sie als Forschungsassistentin für Arthur R. Miller und Lawrence Lessig tätig und unterrichtete am  Harvard College Government Department. Während dieser Zeit bekam sie für ihre Lehrtätigkeit den Derek Bok Award for Excellence in Undergraduate Education. 2002 gehörte sie zum Gründungsteam von Creative Commons, deren Präsidentin sie auch war. Weitere Studien in Politikwissenschaft an der University of Michigan schlossen sich an, die sie mit der Dissertation zum Thema The Politics of Presidential Position-Taking abschloss. Darüber hinaus gehörte sie zu den ersten Mitarbeitern der Internet Corporation for Assigned Names and Numbers (ICANN).
Seit 2005 ist Shaffer Van Houweling als Professorin für Jura an der UC Berkeley School of Law tätig und hatte das Amt einer stellvertretenden Dekanin der Fakultät inne (Stand 2021). Sie arbeitete auch für Richter Michael Boudin vom U.S. Court of Appeals sowie für Richter David Souter vom U.S. Supreme Court. Ihr Forschungsschwerpunkt sind die Copyrightbestimmungen bezüglich der neuen Informationstechnologien. Der Fokus liegt dabei auf den rechtlichen Grundlagen zur Regulierung kommerzieller Interessen, die aber ebenso die Rechte von privaten Nutzern tangieren.

## Radsport
Neben ihren wissenschaftlichen Tätigkeiten ist Molly Shaffer Van Houweling – wie auch ihr Mann, der Politikwissenschaftler Robert Van Houweling – im Radsport aktiv. 2004 wurde das Ehepaar gemeinsam Staatsmeister von Michigan im Tandemzeitfahren. 2011 wurde Molly Van Houweling bei den US-amerikanischen Straßenmeisterschaften Achte im Einzelzeitfahren, im Jahr darauf belegte sie Rang zwölf und 2013 Rang elf. Ebenfalls 2013 startete sie bei dem hochklassigen französischen Zeitfahren Chrono des Herbiers und wurde 16. Im Jahr 2011 wurde sie Weltmeisterin im Zeitfahren in der Masters-Klasse sowie Vize-Meisterin im Straßenrennen (W35–39), 2012 (W35–39) sowie 2014 (W40–44) wurde sie zweifache Weltmeisterin auf der Straße.
Im Juli 2015 stellte Shaffer Van Houweling auf dem Velódromo Bicentenario im mexikanischen Aguascalientes mit 45,637 Kilometern pro Stunde einen neuen nationalen Stundenrekord auf. Am 12. September 2015 gelang es ihr am selben Ort, den zwölf Jahre alten Stundenweltrekord der niederländischen Weltmeisterin und Olympiasiegerin Leontien Zijlaard-van Moorsel von 46,065 auf 46,273 Kilometer zu verbessern. 2017 wurde sie gemeinsam mit Christina Birch, Catherine Moore und Amanda Seigle  US-amerikanische Meisterin in der Mannschaftsverfolgung, im Jahr darauf ein weiteres Mal (mit Jennifer Wheeler, Christina Birch und Sarah Munoz). 2019 errang sie den nationalen Titel in der Einerverfolgung.

## Erfolge
2015
- Stundenweltrekord – 45,637 km

2017
- US-amerikanischer Meister – Mannschaftsverfolgung (mit Christina Birch, Catherine Moore und Amanda Seigle)

2018
- US-amerikanischer Meister – Mannschaftsverfolgung (mit Christina Birch, Jennifer Wheeler und Sarah Munoz)

2019
- US-amerikanischer Meister – Einerverfolgung